# 毒厲蟎
毒厲蟎（学名：Laelaps echidninus）为厲蟎科厲螨屬下的一个种。